# Salomea
Salomea – imię żeńskie pochodzenia semickiego. Wywodzi się, podobnie jak imię męskie Salomon, od hebrajskiego słowa šalom oznaczającego „pokój”, „pomyślność”. Judejska księżniczka Salome tańcem skłoniła Heroda do wydania wyroku na Jana Chrzciciela. W Polsce imię to zanotowano już w XII wieku. Nosiły je m.in. księżniczki piastowskie.
Salomea imieniny obchodzi: 1 sierpnia, 22 października i 19 listopada.
Znane osoby noszące imię Salomea:
- święta Salomea, Maria Salome, jedna z kobiet chcących namaścić ciało Chrystusa po złożeniu w grobie, żona Zebedeusza, matka apostołów Jakuba i Jana
- błogosławiona Salomea (ok. 1211 – 1268), klaryska, córka Leszka Białego
- Salomea Aleksandra (139 p.n.e. – 67 p.n.e.), królowa Judei
- Salomea z Bergu (ok. 1099 – 1144), druga żona Bolesława III Krzywoustego
- Salomea (1162/1164 – po 1183), córka Mieszka III Starego, żona Racibora, syna księcia zachodniopomorskiego Bogusława I
- Salomea (przed 1198 – 1219), córka księcia gdańskiego Mściwoja I, żona księcia rugijskiego Wisława I
- Salomea (ok. 1224 – 1268), klaryska w Skale, córka Konrada I mazowieckiego
- Salomea (między 1225 a 1235 – między 1267 a 1271), córka Władysława Odonica, żona Konrada I głogowskiego
- Salomea (zm. 1301), klaryska w Skale, córka Siemowita I mazowieckiego
- Salomea (zm. 1312/1314), córka Sambora II, żona księcia inowrocławskiego Siemomysła
- Salomea (1312/22–1359), córka Henryka IV Wiernego, żona Henryka II Reuss, wójta w Plauen
- Salomea (XIV w.), córka Henryka II Reuss, wójta w Plauen, żona księcia oświęcimskiego Jana I
- Salomea (1476/77–1514), córka Jan II Szalony
- Salomea Deszner (1759–1806), aktorka i śpiewaczka
- Salomea Karsznicka, szlachcianka z rodu Balów
- Salomea Kowalewska (1924–2004), socjolog, naukoznawca
- Salomea Kruszelnicka (1873–1952), wokalistka ukraińska
- Salomea Palińska (1831 lub 1835 – 1873), aktorka
- Salomea Słowacka (1792–1855), z d. Januszewska, secundo voto Bécu, matka Juliusza Słowackiego
- Salomea Sujkowska (1912–1996), lekarz, członek AK
- Salome Zurabiszwili (ur. 1952) – gruzińska i francuska polityk i dyplomatka, minister spraw zagranicznych Gruzji w latach 2004–2005, od 2018 do 2024 prezydent Gruzji
- Salomé (właśc. Maria Rosa Marco, ur. 1939), piosenkarka hiszpańska
- Maria Salomea Skłodowska-Curie (1867–1934), profesor Sorbony, chemiczka i fizyk

## Postacie fikcyjne
- Salomea Gruszczyńska - tytułowa bohaterka dramatu Juliusza Słowackiego pt. "Sen srebrny Salomei"
- Salomea Horsztyńska - bohaterka dramatu Juliusza Słowackiego pt. "Horsztyński"
- Salomea Brynicka - bohaterka powieści Stefana Żeromskiego pt.  Wierna rzeka